# Akiyuki Shinbo
Akiyuki Shinbo (japonès: 新房 昭之)  (Kōri, 27 de setembre de 1961) és un animador, director i productor japonès. Shinbo va començar la seva carrera com a animador el 1981 a l'estudi d'animació Studio One Pattern. Va debutar com a director amb Metal Fighter Miku el 1994. És conegut pel seu treball a l'estudi d'animació Shaft des de 2004. Els seus treballs més coneguts des d'aquell moment són Bakemonogatari i Puella Magi Madoka Magica, les dues sèries d'animació més venudes des de l'any 2000.
Ha rebut un Tokyo Anime Award i un Newtype Anime Award pel seu treball a Puella Magi Madoka Magica els anys 2011 i 2012.

## Biografia
Després de graduar-se del "Tòquio Design Gakuin" (Institut de Disseny de Tòquio), Shinbo va començar la seva carrera com a animador en el Studio One Pattern, en la sèrie de 1981 Urusei Yatsura. Al 1990, va aconseguir el seu primer gran treball com a director d'unitat en la producció de Studio Pierrot Karakuri Kengō Den Musashi Lord. Més endavant va aconseguir entrar en una gran producció en la qual dirigeix episodis molt importants i crea storyboards per Yu Yu Hakusho al 1992.
Shinbo va dirigir la seva primera sèrie al 1994, Metall Fighter Miku. Un dels seus treballs més importants és The SoulTaker: Tamashii-gari (2001), on va començar a desenvolupar el seu propi estil com a director. Al 2004, va seguir millorant el seu estil amb Cossette no Shouzou, animat per Daume.
També al 2004, Shinbo va ser contractat per Seven Arcs per treballar a Triangle Heart i el seu popular spin-off, Mahō Shōjo Lyrical Nanoha. Juntament amb Shin Ōnuma i Tatsuya Oishi, Shinbo va ser contractat pel nou director cap de Shaft, Mitsutoshi Kubota, com a "supervisor", director, i "educador" dels nous membres de l'estudi. Des de llavors, ha participat en la majoria de produccions de Shaft.
Shinbo va dirigir sèries conegudes com a Bakemonogatari i Hidamari Sketch. Durant la producció d'aquestes, Shinbo va informar al productor Atsuhiro Iwakami del seu desig de crear una sèrie mahō shōjo. Iwakami li va demanar a Ume Aoki que fes el disseny de personatges i va contractar a Gen Urobuchi, de Nitroplus, per al guió. Això va portar a la creació de Puella Magi Madoka Magica, que Shinbo va dirigir en 2011. A la primavera del mateix any, Shinbo va dirigir Denpa Onna to Seishun Otoko, basat en una sèrie de novel·les lleugeres.
Shinbo ha treballat en algunes ocasions amb pseudònims, com "Sōji Homura" (帆村壮二)" i ""Futoshi Shīya" (椎谷太志)". També ha dirigit algunes sèries hentai (pornogràfiques) sota el pseudònim de ""Jūhachi Minamizawa" (南澤十八)".

## Estil i tècniques
Akiyuki Shinbo té un estil molt característic amb unes tècniques molt peculiars que fan d'ell un director interessant i notable dins de l'animació japonesa.
Primer de tot, la seva passió pels ombrejats intensos i les escenes amb paletes d'un sol color. També s'ha de mencionar que utilitza fons animats i tot i que això ja va començar a util·litzar-se quan començava en el món de l'animació, ell ho ha seguit fent servir en futurs projectes.
Un altre punt és que Shinbo no té cap mena de censura a l'hora de mostrar violència en les seves sèries i és que algunes vegades fins i tot mostra detalladament com es trenquen parts del cos com ossos. Juntament amb la violència, també ensenya persones nues sense problema si el guió ho requereix i és per això que en moltes sèries es dona el cas.
També és recurrent l'ús d'efectes especials animats en les seves produccions per exemple per animar algun atac especial com el "Drac de flames negres" de Yu Yu Hakusho, el qual apareix en diversos episodis dirigits per Shinbo. Apart de la utilització de paletes d'un sol color, té un ús peculiar dels colors, i és que a vegades inverteix els colors dels objectes presents a la imatge, fa servir colors molt estranys i peculiars que desentonen i fins i tot util·litza el color per remarcar algun punt de la imatge fent que aquest destaqui per sobre de la resta que té un color molt apagat o directament no en té. L'ús de la foscor i el color negre tenen una funció molt important en l'obra de Shinbo i en les obres de The SoulTaker: Tamashii-gari i Cossette no Shouzou, la qual té una ambientació totalment gòtica, es veu molt clarament aquest aspecte.
Apart s'ha de mencionar la perspectiva i com en la més actual sèrie de Bakemonogatari hi ha escenes en les quals es veuen els personatges des d'angles molt estranys. Una altra tècnica important és l'ús de formats d'aspecte diegètics dins de la pantalla, els quals seran molt recurrents durant tota la seva obra.

## Treballs

### Director
- Metal Fighter Miku (1994)
- Mamono Hunter Youko 6 (OVA) (1995)
- Ojousama Sousamou (OVA) (1996)
- Shin Hurricane Polymar (OVA) (1996-1997)
- Soreyuke! Uchuu Senkan Yamamoto Yohko (OVA) (1996)
- Ginga Ojousama Densetsu Yuna: Shin'en no Fairy (OVA) (1996-1997)
- Detatoko Princess (OVA) (1997)
- Soreyuke! Uchuu Senkan Yamamoto Yohko II (OVA) (1997)
- Shihaisha no Tasogare (OVA) (1998)
- Soreyuke! Uchuu Senkan Yamamoto Yohko (1999)
- Tenamonya Voyagers (OVA) (1999)
- The SoulTaker: Tamashii-gari (2001)
- Unbalance (OVA) (2002)
- Blood Royale (OVA) (2002)
- Seijun Kango Gakuin (OVA) (2002-2003)
- Yuuwaku (OVA) (2003)
- Ryokan Shirasagi (OVA) (2003-2004)
- Triangle Heart: Sweet Songs Forever (OVA) (2003)
- Cossette no Shouzou (OVA) (2004)
- Mahou Shoujo Lyrical Nanoha (2004)
- Tsukuyomi: Moon Phase (2004-2005)
- Paniponi Dash! (2005)
- Negima!? Haru Special!? (OVA) (2006)
- Negima!? Natsu Special!? (OVA) (2006)
- Negima!? (2006-2007)
- Sayonara, Zetsubou Sensei (2007)
- Zoku Sayonara Zetsubou Sensei (2008)
- Hidamari Sketch x 365 (2008)
- Goku Sayonara Zetsubou Sensei (OVA) (2008-2009)
- Maria†Holic (2009)
- Natsu no Arashi! (2009)
- Bakemonogatari (2009)
- Zan Sayonara Zetsubou Sensei (2009)
- Natsu no Arashi! Akinaichuu (2009)
- Hidamari Sketch x 365 Specials (2009)
- Zan Sayonara Zetsubou Sensei Bangaichi (OVA) (2009-2010)
- Dance in the Vampire Bund (2010)
- Hidamari Sketch x ☆☆☆ (2010)
- Arakawa Under the Bridge (2010)
- Arakawa Under the Bridge x Bridge (2010)
- Soredemo Machi wa Mawatteiru (2010)
- Hidamari Sketch x ☆☆☆ Specials (2010)
- Mahou Sensei Negima! Mou Hitotsu no Sekai Extra: Mahou Shoujo Yue (OVA) (2010)
- Puella Magi Madoka Magica (Mahou Shoujo Madoka★Magica) (2011)
- Maria†Holic Alive (2011)
- Denpa Onna to Seishun Otoko (2011)
- Mahou Sensei Negima! Anime Final (2011)
- Hidamari Sketch x SP (2011)
- Nisemonogatari (2012)
- Hidamari Sketch x Honeycomb (2012)
- Sasami-san@Ganbaranai (2013)
- Hidamari Sketch: Sae Hiro Sotsugyou-hen (OVA) (2013)
- Nisekoi (2014)
- Mekakucity Actors (2014)
- 3-gatsu no Lion (2016-2017)

### Director en cap
- Hidamari Sketch (2007)
- Hidamari Sketch Specials (2007)
- Shina Dark: Kuroki Tsuki no Ou to Souheki no Tsuki no Himegimi (OVA) (2008)
- Mahou Sensei Negima! Shiroki Tsubasa Ala Alba (2008-2009)
- Mahou Sensei Negima! Mou Hitotsu no Sekai (2009-2010)
- Katte ni Kaizou (OVA) (2011)
- Mahou Shoujo Madoka★Magica Movie 1: Hajimari no Monogatari (2012)
- Mahou Shoujo Madoka★Magica Movie 2: Eien no Monogatari (2012)
- Nekomonogatari: Kuro (2012)
- Monogatari Series: Second Season (2013)
- Mahou Shoujo Madoka★Magica Movie 3: Hangyaku no Monogatari (2013)
- Hanamonogatari (2014)
- Nisekoi OVA (OVA) (2014-2015)
- Tsukimonogatari (2014)
- Koufuku Graffiti (2015)
- Nisekoi: (2015)
- Owarimonogatari (2015)
- Kizumonogatari I: Tekketsu-hen (2016)
- Koyomimonogatari (ONA) (2016)
- Kizumonogatari II: Nekketsu-hen (2016)
- Kubikiri Cycle: Aoiro Savant to Zaregototsukai (OVA) (2016-2017)

### Director d'episodi
- Karakuri Kengō Den Musashi Lord (1990-1991)
- Marude Dameo (1992)
- Iū Iū Hakusho episodis 4, 7, 12, 16, 21, 24, 30, 35, 37, 41, 45, 47, 52, 58, 66, 74, 82, 95 i 109 (1992-1995)
- Montana Jones (1994-1995)
- Soreyuke! Uchuu Senkan Yamamoto Yohko (OVA) episodi 3 (1996)
- Kaiketsu Zorro episodis 14, 19, 22, 25 i 30 (1996-1997)

### Storyboard
- Iū Iū Hakusho episodis 7, 16, 24, 30, 35, 41, 47, 52, 58, 66, 74, 82, 89(1992-1995)
- Soreyuke! Uchuu Senkan Yamamoto Yohko episodis (OVA) 1 i 3 (1996)
- Saber Marionette J to X episodi 12 (1998-1999)
- The SoulTaker: Tamashii-gari episodis 1, 3 i 5 (2001)
- Hidamari Sketch episodis 4, 5, 10 i 12 (2007)
- ef: A Tale of Memories episodi 2 (2007)

### Cap d'animació
- Urusei Yatsura (OVA) (1985-1991)
- Urusei Yatsura: Itsudatte my Darling (1991)
- Tokyo Babylon (OVA) (1992)

### Composoció de la sèrie
- Astarotte no Omocha! (2011)
- Astarotte no Omocha! EX (OVA) (2011)

### Supervisió
- ef: A Tale of Memories. (2007)
- ef: A Tale of Melodies (2008)

### Control i verificació d'animació
- Silent Möbius (1998)
- Uchuu Kaizoku Mito no Daibouken (1999)
- Mahoutsukai Tai! (1999)
- Uchuu Kaizoku Mito no Daibouken: Futari no Joou-sama (1999)

### Director d'unitat
- Ninku The Movie (1995)

### Art
- Aoi Blink (1989-1990)